# Illona Wieselmann
Illona Helen Wieselmann, född den 29 december 1911 i Sopron i Ungern, död den 2 december 1963, var en dansk skådespelare.
Wieselmann växte upp i Wien. Hon kom till Odense i Danmark 1921 som så kallat Wienbarn (österrikiska barnflyktingar efter första världskriget), och debuterade på Odense Teater redan 1922, i titelrollen i barnkomedin Rödluvan. 1932 engagerades hon vid Det Kongelige Teater, där hon var till 1953. Hennes största roll på nationalscenen var Esther i Henri Nathansens Indenfor murene, som hon spelade ett otal gånger.

## Filmografi
- 1948 – Främmande hamn
- 1946 – Så mødes vi hos Tove
- 1942 – Urspårad (Afsporet)
- 1935 – De bør forelske Dem